# Earle Rodney
Earle Rodney (4 de junio de 1888 – 16 de diciembre de 1932) fue un guionista, director y actor cinematográfico canadiense, activo en la época del cine mudo.

## Biografía
Nacido en Toronto, Ontario (Canadá), su nombre completo era Earle Rodney Hupp.
Escribió 108 filmes estrenados entre 1926 y 1947 (uno a título póstumo). Actuó en 69 producciomes entre los años 1915 y 1929.
Earle Rodney falleció en Los Ángeles, California, en 1932, a causa de una neumonía.

## Filmografía

### Director
- 1925 : Hot Doggie
- 1926 : Broken China
- 1926 : Sure Fire
- 1926 : The Perils of Petersboro
- 1926 : The Prodigal Bridegroom
- 1926 : Till We Eat Again
- 1926 : Wireless Lizzie
- 1926 : Yes, Yes, Babette
- 1927 : A Dozen Socks
- 1927 : Catalina, Here I Come
- 1927 : Crazy to Act
- 1927 : Don't Fire
- 1927 : For Sale a Bungalow
- 1927 : Here Comes Precious
- 1927 : Love in a Police Station
- 1927 : The Bull Fighter
- 1927 : The College Kiddo
- 1929 : Clancy at the Bat
- 1929 : The Lunkhead
- 1929 : The New Aunt
- 1929 : Uppercut O'Brien
- 1931 : The Bride's Mistake

### Actor
- 1915 : Crooked to the End, de Mack Sennett
- 1916 : A Village Vampire, de Edwin Frazee
- 1916 : An Oily Scoundrel, de Edwin Frazee
- 1916 : Bucking Society, de William Campbell
- 1916 : Love Will Conquer, de Edwin Frazee
- 1917 : A Bachelor's Finish, de John Francis Dillon
- 1917 : An Interrupted Honeymoon, de Charles Avery
- 1917 : Honest Thieves, de H. C. Matthews
- 1917 : Secrets of a Beauty Parlor, de Harry Williams
- 1917 : The Nick of Time Baby, de Clarence G. Badger
- 1918 : Know Thy Wife, de Al Christie
- 1918 : Naughty, Naughty!, de Jerome Storm
- 1918 : The Biggest Show on Earth, de Jerome Storm
- 1918 : The City of Tears, de Elsie Jane Wilson
- 1918 : The Keys of the Righteous, de Jerome Storm
- 1919 : A Full House, de Al Christie
- 1919 : Anybody's Widow, de Al Christie
- 1919 : Brides for Two, de William Beaudine
- 1919 : Dangerous Nan Mcgrew, de Scott Sidney
- 1919 : Oh, Susie, Be Careful, de Scott Sidney
- 1919 : Shades of Shakespeare, de Al Christie
- 1919 : Two A.M., de Al Christie
- 1919 : Welcome Home, de Al Christie
- 1919 : You Couldn't Blame Her, de Al Christie
- 1920 : A Roman Scandal, de Al Christie
- 1920 : Her Bridal Nightmare, de Al Christie
- 1920 : Monkey Shines, de Al Christie
- 1920 : Save Me, Sadie, de William Beaudine
- 1920 : Shuffle the Queens, de William Beaudine
- 1921 : Afraid of His Wife, de Scott Sidney
- 1921 : Chicken Hearted, de Scott Sidney
- 1921 : Dead Easy, de William Beaudine
- 1921 : Ducks, de Al Christie
- 1921 : Kiss and Make Up, de Al Christie
- 1921 : Saving Sistie Susie, de Al Christie
- 1921 : The Reckless Sex, de Al Christie
- 1921 : Wedding Blues, de Al Christie
- 1922 : Choose Your Weapons, de Al Christie
- 1922 : Cold Feet, de Al Christie
- 1922 : One Stormy Knight, de Al Christie
- 1922 : Tis the Bull, de Harold Beaudine
- 1923 : Back to the Woods, de Scott Sidney
- 1923 : Beyond Childhood, de Harold Beaudine
- 1924 : Savage Love, de Scott Sidney
- 1925 : Why Hesitate?, de Archie Mayo
- 1929 : Whirls and Girls, de Mack Sennett